# Nastanthus
Nastanthus là một chi thực vật thuộc họ Calyceraceae.

## Các loài
Chi này có các loài sau (tuy nhiên danh sách này có thể chưa đủ):
- Nastanthus agglomeratus, Miers.
- Nastanthus caespitosus (Phil.) Reiche
- Nastanthus chubutensis
- Nastanthus compactus
- Nastanthus diazi
- Nastanthus falklandicus, Moore, D.M.
- Nastanthus patagonicus
- Nastanthus scapigerus
- Nastanthus spathulatus (Phil.) Miers